# Шахгулу-халифа Зулькадар
Шахгулу-халифа Зулькадар (азерб. Şahqulu xəlifə Zülqədər; ум. 4 июля 1558, Астрабад, Сефевидское государство) — военный и политический деятель Сефевидского государства, хранитель печати шаха Тахмаспа I, эшикагасыбаши и губернатор Кума.

## Биография
Шахгулу-халифа происходил из клана гавургалы племени зулькадар. Впервые он упоминается в 1530 году как один из вождей племени. Шахгулу изначально был одним из шахских гвардейцев при дворе. Он служил в высшем эшелоне корпуса горчу в непосредственном окружении Шаха Тахмасиба. Анонимный автор «Тарих-и Кызылбашан» пишет о том, что он был возвышен до должности эшикагасыбаши после своей роли в убийстве некоего Дилушайхи, которое имело место до 1531 года. В этот период мёхрдаром был Каба-халифа Текели, но он оказался вовлечён в мятеж текели и впоследствии казнён в 1531 году. На протяжении последующих двух лет должность мёхрдара находилась в руках Махмуд-бека Зулькадара. После его смерти в 1533 году Тахмасп назначил Шахгулу в качестве нового хранителя печати, после чего тот занимал эту должность на протяжении последующих двадцати шести лет (1532—1559) вплоть до своей смерти.
Незадолго до его назначения на должность мёхрдара в 1533 году, Сам Мирза, брат Тахмаспа, подпал под подозрение в предательстве вместе со своим опекуном (лала), Агзивар-ханом. В 1536 году, когда они не сумели добиться своих политических целей и были вынуждены распустить свои войска, Тахмасиб отправил Шахгулу-халифу в крепость Табас, где отсиживался принц, для переговоров о его сдаче. Он заверил его в обете Тахмасиба сохранить ему жизнь и препроводил его обратно ко двору. Тахмасп сдержал свою клятву, но близкие сторонники Сам Мирзы были убиты по приказу шаха. Принц был помещен под «домашний арест», и к нему были приставлены тридцать горчу для наблюдения за его деятельностью. Доверие шаха к Шахгулу в качестве мугарраба укрепилось в 1533 году, когда во время обратного марша армии из Хорасана до него дошла весть о том, что сам султан Сулейман вторгся на сефевидскую территорию с главной армией. Угроза катастрофы подобной той, которая произошла после Чалдыранской битвы в 1514 году, когда часть сефевидского семейства попала в руки Османов, казалась неминуемой, и Тахмасиб не собирался повторять ошибок отца. По этой причине он поручил шахское семейство Шахгулу, который препроводил их из Кума на юг в Исфахан.
Его положение в качестве хранителя Большой печати придало ему огромную власть, а также, подобно Севиндик-беку Афшару, престиж и политическое влияние, связанное с положением рукн аль-давлат, столпа государства. Венецианский посланник Мишель Мембре, проживавший у Шахгулу, сообщает, что тот носил шахские «печати на своей груди, на золотых цепях, украшенных многими драгоценностями». Печать шаха Тахмасиба, помимо выполнения определённых административных функций, также была для её хранителя символом могущества, статуса и власти. По существу, она олицетворяла собой доверие шаха по отношению к нему, и он носил её при дворе с гордостью и демонстративно. Возможно, что Тахмасиб помышлял о его браке с принцессой.
А. Х. Мортон выдвинул предположение, что титул Шахгулу — «халифа» может указывать на его духовную роль в раннем Сефевидском государстве, имея в виду то, что тот мог отвечать за поддержание отношений между Домом Сефевидов и их духовными последователями в Анатолии и других провинциях. Это утверждение подтверждается посланником Мембре, который лично был знаком с Шахгулу. Он вспоминает два случая, в которых рядовые последователи Сефевидов, один родом из Аданы в Анатолии, другой из Хорасана, прибыли к нему для получения личной вещи, принадлежавшей шаху Тахмаспу, с целью её использования в качестве амулета. Будучи видным чиновником и мугаррабом Дома Сефевидов, Шахгулу должен был принимать участие в патронаже, в особенности в религиозной сфере, и таким образом, способствовать величию своего покровителя — шаха. Сохранилась запись об одном из его благотворительных фондов — крупном пожертвовании в виде дарственного акта (вакф-наме) гробнице имама Абдуль Азима в Рее. Подобные пожертвования не должны были представлять для него существенное затруднение, поскольку он владел провинцией Кум в качестве тиюля. Это было особо почетной должностью, поскольку город Кум являлся не только центром духовного образования шиитов, но и, благодаря находящейся в нём гробницы Хазрат-и Масума, важным местом паломничества, приносящим значительные доходы. По причине постоянного присутствия Шахгулу при кочующем дворе Сефевидов он делегировал свои полномочия клерику Асиф Джаху Мирзе Атаулле. Примерно в 1553 году он сумел добавить к своим земельным владениям самый восточный округ Фарса — провинцию Дараб.
Согласно наставлению для руководства «Дастур аль-мулюк», мёхрдар, как Шахгулу «должен был прикладывать печать на все тиюль-наме для эмиров и губернаторов, а также документах о назначении для визирей, калантаров, мустоуфи и местных сборщиков налогов (уммал), а также на документы, дающие право на различные виды освобождения от налогов (союргал, муафи, мусаллам, и икта-йи темлик)». Подобно многим министрам в раннем государстве Сефевидов, должность Шахгулу совмещала бюрократические и военные функции, и, с точки зрения летописцев Тахмасиба он был больше полководцем, чем ведущим администратором при дворе. Один из поздних источников даже называет его сардар-и лашкар (командующим армией). Его нахождение в качестве видного кызылбашского полководца вместе с Севиндик-беком на линии фронта в ходе войн с Османами (1533—1554) и его роль в подавлении нескольких местных мятежей говорит о том, почему он воспринимался прежде всего как военачальник. В 1539 году Тахмасиб посылает его в Астару во главе крупного контингента для сокрушения Амирэ Кубада. Помимо этого, между 1551 и 1558 годами Шахгулу принимал участие в многочисленных кампаниях: в курдских областях Таргур и Маргур в 1551 году наряду с Масум-беком Сефеви и Али султаном Текели; год спустя Шахгулу осаждал крепость Сыгнаг, в то время как Севиндик-бек Афшар и Бадр-хан Устаджлы штурмовали крепость Киш, результатом чего стало подчинение Дервиш Мухаммед-хана, правителя провинции Шеки. В 1554 году, когда Османы в последний раз в правление султана Сулеймана вторглись на территорию Сефевидов, Шахгулу, наряду с Масум-беком Сефеви и принцем Исмаилом, было приказано организовать рейды и контратаки на османские территории, которые увенчались крупным успехом и привели к выгодным условиям в последовавших переговорах в Амасье. Несколько лет спустя он повёл сефевидские войска на Грузию.
Шахгулу также сразился с мятежными силами Алкаса Мирзы в последнем кровавом столкновении до того, как тот сбежал к османскому двору. Начавшийся в 1546 году долгий мятеж Алкаса против своего брата шаха Тахмасиба, был наиболее серьезной угрозой для династии в этот период, и Шахгулу и Севиндик-бек сыграли ключевую роль в его раскрытии. В этом году Тахмасп отправил Шахгулу и Севиндик-бека к принцу во главе делегации с целью убедить его отказаться от планов региональной автономии в области Ширван, где тот был губернатором. Соглашение могло быть достигнуто только при условии его клятвы на верность Тахмаспу. Второй по старшинству сын шаха Исмаила и всего на два года младше Тахмаспа, Алкас был следующим по порядку наследования сефевидского трона. Он был так же безжалостен, как и амбициозен, и был убежден в том, что Тахмасиба ждёт неудача. Он жаждал трона и верил в то, что имеет на него законные права. Усилия делегации оказались тщетными, и год спустя Шахгулу пришлось сойтись с Алкасом Мирзой в битве. Войска Алкаса сошлись с шахской армией в нескольких стычках, но каждый раз были побеждены. Побеждённый и утративший надежду на выживание, он сбежал в Крым вместе с рядом своих сторонников. Из Крыма они направились к османскому двору в Стамбуле. Алкас имел все основания считать, что в случае поимки Тахмасиб предаст его казни.
На протяжении следующих трёх лет Алкас, с помощью османской армии и кызылбашского эмира-перебежчика Улемы Текели, которого султан Сулейман незадолго до этого назначил губернатором Эрзерума, провёл несколько наступлений вглубь сефевидской территории в попытке завладеть плацдармом и собрать достаточно войск для свержения своего брата и притязания на то, что он считал своим «наследственным троном» («сарир-и мавруси»). В 1548 году его войска атаковали города Хамадан, Кум, Кашан и Исфахан, но добились лишь ограниченного успеха. Однако в конечном итоге он не сумел убедить других кызылбашских эмиров принять его сторону. Покинутый своим османским покровителем и преследуемый по пятам сефевидскими войсками, в конце концов он сдался в Мерване 1 октября 1549 года. Шахгулу, принц Бахрам и губернатор Шираза Ибрагим-хан задержали его и привезли обратно ко двору.
Любимая младшая сестра шаха Тахмасиба, Мехинбану, отправилась в 1549 году в паломничество в Мешхед, и Шахгулу сопровождал её и отвечал за организацию и её безопасность, что демонстрирует привилегированное положение Шахгулу при сефевидском дворе. Шахгулу занимал должность хранителя шахской печати дольше всех в истории династии. Незадолго до его смерти Тахмасиб обещал ему, что должность мёхрдара останется в руках его семейства до бесконечности — жест, который говорит о глубоком чувстве благодарности за двадцать шесть лет верной службы Шахгулу династии Сефевидов. В 1558 году, ведя за собой войско для отражения набега туркменов на Астрабад, он заболел резью в животе и скончался 4 июля. По причине летней жары его спутники не могли перевезти его тело на большое расстояние. Поэтому они отделили его кости от плоти и привезли их в священный город Мешхед для захоронения.